# Praktik
Praktik är ett slags "träning på plats" som ger möjlighet att skaffa sig arbetslivserfarenhet genom att prova på att arbeta på ett företag, en skola eller annan organisation, ofta för att tillägna sig ett yrke.
Praktik kan även mer specifikt avse yrkesförberedande handledd verksamhet, exempelvis inom läkar- och prästutbildning. 